# 流星洛克人系列
《流星洛克人》是卡普空於任天堂DS平台上由洛克人EXE系列班底開發的全新洛克人系列。於2006年12月14日發售。

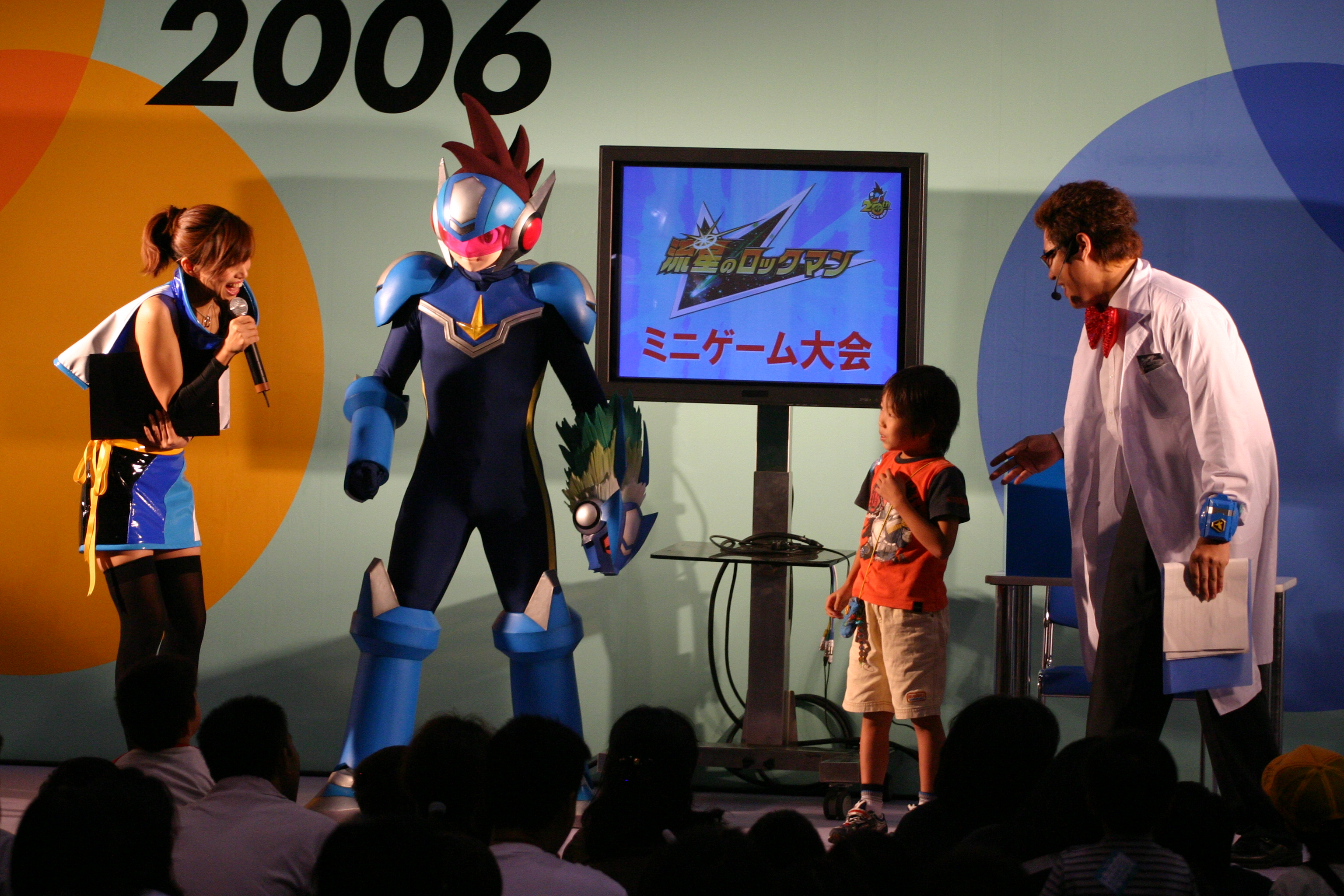
2006東京電玩展，《流星洛克人》小遊戲大賽

本作被分為三個版本同時發售，副標題分別為天馬版、紅獅版及天龍版。然而，北美天龍版為GameStop獨家發售。之後又推出了2代及3代。
流星洛克人和洛克人EXE有許多相似點，但被視為完全不同的本質。本作的動畫及漫畫改編作品，已經在遊戲發售的數月前於日本發行並於當地連載中。
漫畫系列於2007年11月4日於香港快樂龍開始連載，共15話。

## 系列
- 流星洛克人（流星のロックマン）（Nintendo DS）
  - 天馬（ペガサス）
  - 雄獅（レオ）
  - 天龍（ドラゴン）
- 流星洛克人2（流星のロックマン2）（Nintendo DS）
  - 狂戰士×忍者（ベルセルク×シノビ）
  - 狂戰士×恐龍（ベルセルク×ダイナソー）
- 流星洛克人3（流星のロックマン3）（Nintendo DS）
  - BLACKACE黑色王牌（ブラックエース）
  - REDJOKER紅色鬼牌（レッドジョーカー）
- 洛克人EXE 流星行動（ロックマン エグゼ　オペレート シューティングスター）（Nintendo DS）

## 世界觀
歷代的洛克人作品劃分為兩個獨立的分別世界及其各自的時間軸，一個是機械技術興旺的世界，另者則為網路技術繁盛的世界。EXE系列為上述後者的網絡繁盛世界的故事，因此EXE系列的存在和以往洛克人作品的故事完全沒有任何連繁（包括元祖, X, Zero, ZX 及 Dash系列）。流星之洛克人明確地陳述了故事是發生在EXE的時代大約二百年後的未來世界，因此流星之洛克人是歸納於網絡繁盛的時間軸．就其本身而論，《流星》系列大幅地脫離了一般洛克人的發展軌，這是因為他遺傳了EXE獨有的不少元素（遊戲玩法元素為最明顯），而和其他洛克人系列的關係涉及頗少。可是，Capcom提出流星之洛克人為獨立的系列，意味儘管未曾接觸過EXE系列的玩家也能夠享受這個全新的標題。
於虛構年份220X年，網絡技術已經不再是新鮮事物，取而代之，世界被電波化的網絡帶到一起。儘管電腦世界和網路領航員仍然出現在《流星》，人類依賴它們的機會少了，還有人類不再與他們作伴。三台環繞地球的大型人造衛星－冰天馬、火獅子、綠青龍－驅動着地球的電波世界，而單靠人類的肉眼是看不見這個電波世界的，但透過"視覺化眼罩"，帶着這種特殊護目罩的人能夠看見這個異世界。可是，就如《EXE》的電腦世界一樣，病毒（又稱電波病毒）存在於電波世界之中，為人類的日常生活帶來麻煩。
在《EXE》中，人類透過個人終端機（PET）來於網絡互動。相似的機器－Transer（港譯：轉換器）被采用於《流星》的世界中。Transer兼用戰鬥卡（相對EXE的對戰晶片），當使用者刷卡的同時，這些卡片能夠釋放能力把侵染電波世界及其他電子器材的病毒刪除。衛星警察（港譯：沙特拉警察）是一群負責制止病毒攻擊及阻撓罪犯企圖操縱電波世界的組織。
然而，在地球之外的宇宙當中，存在著一個名為"FM星球"的行星，上面居住了名為"FM星人"的外星生物。FM星人除了可以毫無障礙的穿梭於地球與FM星之間，還可以藉由名為"電波變換"的程序來和地球人進行物理性的合體。電波變換除了可以將FM星人的力量借與合體的對象，也可以使被合體對象從普通的人類轉變成"電波人類"，使其擁有在電波世界裡自由穿梭的能力。
《流星洛克人》的主人公─"星河昴"為當時知名的太空人"星河大吾"的兒子。星河昴在因緣際會之下，遇上了粗魯無理的FM星人─"沃洛克（WAR ROCK）"，並且讓戰鬥洛克寄宿在自己的Transer當中。當這兩人經過電波變換之後，就融合成名為"洛克人"的電波人類。
然而在之前的EXE系列，主要的非人類角色是網路領航員(它們幾乎都是根據元組洛克人系列登場的機器人頭目設計出來的)；而到了《流星的洛克人》，主要的非人類角色則變成了"電波生命體"。電波生命體包含了外星人和病毒。
到了2代之後，故事開始纏繞在任何影像實體化的"TK City"、姆大陸、三大滅亡種族（分別是狂戰士、綠忍者和火恐龍）還有未知生命體之中。
而3代則設定巨大流星"Meteor G"(メテオG)導向地球，導致電波病毒和領航員"Wizard"凶暴化，為了對抗日益趨多的失控事件，特別開發出新裝備"Hunter VG"(ハンターVG)。

## 遊戲

### 對戰系統
《流星洛克人》是傳承了前系列作品《洛克人EXE》風格的動作RPG遊戲。遊戲在戰鬥畫面呈現方式採取跟EXE系列同樣的風格，只不過這次的戰鬥系統改成了3D畫面，除了視角變成洛克人的正後方以外，洛克人的移動範圍也被限制為只能在最後面的三格內左右移動。由於敵方擁有了更多可以自由行動的空間，在戰鬥時想要閃避敵人的攻擊就變的有些困難，不過玩家也因此多出了兩種可使用的常駐能力──「盾牌」(SHIELD)與「追蹤突擊」(WAR ROCK ATTACK)，以保持戰鬥時雙方的平衡。洛克人的生命值採用數值化的HP點數系統，當洛克人遭受攻擊時，HP數值即會下降，而當數值降為零時，遊戲就會直接結束。若要回復HP值的話，不管是在戰鬥中使用回復卡片，或是在地圖上行走時使用附屬的回復道具，兩者皆能夠回復主角的HP生命值。
在遊戲裡有許多種方式可以蒐集戰鬥卡片，而玩家可以將蒐集來的戰鬥卡片置入自己的資料夾裡以在戰鬥時使用。每一場戰鬥的卡片排列順序是隨機的，而在戰鬥過程中，當CUSTOM 計量表全滿時，就可以再次叫出卡片選擇畫面來選取需要用來對付敵人的卡片。根據卡片在下畫面的排列方式，某些卡片可以一起被選取來作連擊，這就類似《洛克人EXE》的對戰晶片一樣。遊戲裡有三種不同等級的卡片──STANDARD卡片、MEGA卡片與GIGA卡片，分級方式則根據其能力與稀有度來區分。每個等級的卡片放入資料夾裏的數量都有一定的限制，而同等級的相同卡片可以放入資料夾中的數目也有限制。另外玩家可以把自己資料夾中的六張卡片設定成"FAVORITE"，"FAVORITE"卡片除了可以用來與其他結盟的玩家分享外，也可以讓自己在戰鬥當中無限制的選擇被設定成"FAVORITE"的戰鬥卡片來做連擊用
玩家也可以在任何時候使用自身的洛克砲來進行攻擊，而洛克砲的連射力、攻擊力與集氣速度皆可以藉由在遊戲中獲得的WAR ROCK 裝備來進行強化。當玩家沒有使用洛克砲時，洛克砲會自動集氣，以在之後發動攻擊時放出威力較強的砲擊，然而當玩家按住攻擊鍵不放的話，洛克砲會以自身的最高連射速度進行連射。另外還有個戰鬥要素──"最佳連擊"系統，此系統會紀錄玩家於遊戲中利用戰鬥卡片使出的連續攻擊，之後就可以利用遊戲中獲得的ZENNY來拿取自己組成的連續攻擊卡片─"LEGEND CARD"，來給予對手上百甚至上千的傷害。也因此，此系統被暱稱為《流星洛克人》版本的程式強化(PROGRAM ADVANCES)。而在每場戰鬥結束後，玩家在此戰鬥當中的表現會根據不同的因素來評分(例如戰鬥時間與傷害硬直的次數等)，較高的戰鬥評價系統會給予玩家的道具也就越好(例如較高數量的ZENNY與稀有的卡片)。
《流星洛克人》也同樣沿襲了《洛克人EXE》系列的屬性相剋系統。裡面有五種不同的屬性，分別為火屬性、水屬性、電氣屬性、木屬性與無屬性。屬性大大影響著敵我雙方的攻擊力或者是抵抗能力，當特定屬性的攻擊擊中對該屬性有較低抵抗力的屬性對象時，該屬性的攻擊力則會變成兩倍。

## 主要角色
星河昴（配音：大浦冬華（日本）；陳凱婷（香港）；劉如蘋（台灣））
本作的主角，小學五年級生，因沃洛克知道失蹤的父親下落，而跟它合體成"洛克人"。
響美空（配音：福圓美里（日本）；黃紫嫻（香港）；石采薇（台灣））
受歡迎的小學歌手，可與FM星人天琴合體變身成"弦琴音符"。
白金露娜（配音：植田佳奈（日本）；曾秀清（香港）；劉如蘋（台灣））
與昂同班的班長兼千金小姐，一般簡稱為班長，獅子座，曾被FM星人蛇夫附身變成"毒蛇女皇"。
牛島剛太（配音：大畑伸太郎（日本）；劉奕希（香港）；吳東原（台灣））
昂的同班同學，會長的跟班，曾被FM星人金牛座附身變身成"火焰金牛"，但3代開始可自由合體變身。
最小院兆磨（配音：儀武祐子（日本）；伍秀霞（香港））
昂的同班同學，與牛島剛太同為會長的跟班，三人經常一起活動，是班上的活字典。
索羅（配音：泰勇氣）
2代的新角色。姆大陸的倖存者之一。不需要電波生命體就可直接電波化，成為"無賴"。3代之後得到了自己專屬的電波生命體拉普拉斯。身長150cm、体重40kg。
曉志藤（配音：柿原徹也）
3代的新角色。是一名年紀比昴他們大的青年，衛星警察的一員，更是解決無數犯罪事件的精英份子。他持有的電波生命體名為"Acid"，合體後變成"Acid Ace"。

## 其他角色
星河大吾（配音：大西健晴（日本 ）；張錦江（香港））
昴的父親。知名太空人。虽然之后在太空站失踪了，但是他在第3代时，洛克人对战干扰星时出现，并与他们团圆。實際上是在過去的太空站事故中被沃洛克所救而電波化，得以生存。
星河茜（配音：木村亞希子（日本 ）；許盈（香港）；石采薇（台灣））
昴的母親和大吾的妻子。
天地守（配音：土田大（日本）；何承駿（香港））
星河大吾在工作上的後輩，本身為私立宇宙開發設施AMAKEN的所長。
宇田海深佑（配音：森訓久（日本）；冯锦堂（香港））
AMAKEN的研究員，曾有被上司出賣的經驗而不相信他人。獨自開發著單人用飛行器「飛行夾克」，一度以為天地守想偷走這發明，之後解除誤會並和解。曾被FM星人天鵝附身，但3代開始可自由合體變身。和陰暗的外表不同，真實個性是十分開朗。
雙葉司（配音：甲斐田幸（日本）；谢洁贞（香港）；石采薇（台灣））
學校的學生，曾被FM星人雙子附身變成"閃電雙子"。2代開始為了修行而離開日本到海外旅行。本身是被雙親遺棄的孤兒，被一台在垃圾場進行分類的機器人撿到。由於被遺棄的陰影而產生了雙重人格。
育田道德（配音：濱田賢二（日本）；陳卓智（香港））
昴班上的導師，曾被FM星人天秤附身。
（配音：志村知幸（日本）；葉振聲（香港））
衛星警察，時常監視著洛克人他們的一舉一動。3代時由於辦到一半的案子被曉志藤搶走而變得很閒，因此跑去度假。
織姬（配音：折笠愛（日本）；陸惠玲（香港））
2代的新角色。開發出將電波世界的物體傳送到現實的「物質化電波」技術的知名科學家，其真實身分為看上了姆大陸的力量而想使用姆大陸的力量成為世界統治者的女性。有一名為「彥（日文中指牛郎星，和織姬所指的織女對應）」已逝去的戀人，為了讓彥復活的願望成了她野心的開端。
海德（配音：松本大（日本）；林保全（香港））
2代的新角色。織姬的手下之一。能跟電波生命體魅影合體成"黑暗魅影"。
五里門次郎（配音：相澤正輝）
2代的新角色。能跟電波生命體雪人合體成"冰暴雪人"。
出間崎（配音：遠近孝一）
2代的新角色。被海德利用的人之一。能跟電波生命體蛇頸龍合體成"怒濤蛇頸龍"。日本人和亞美羅巴人的混血，是個為了收視率什麼都辦得出來的媒體人，因此在國外炒作節目，聲稱在亞美羅巴某處的湖中有水怪出沒。
南斯卡村村長（配音：寶龜克壽）
2代的新角色。被海德利用的人之一。能跟電波生命體兀鷹合體成"大地兀鷹"。擔心著南斯卡村的未來，為了村子的發展而不惜代價。對姆文明有所知曉。

## 電波生命體
（配音：伊藤健太郎（日本）；雷霆（香港）；陳彥鈞（台灣））
從宇宙來的電波生命體，能跟星河昴合體成"洛克人"。個性自由奔放又好戰，但是也有著彬彬有禮或溫情的一面。3代中成為昴的Wizard後能進入現實世界，因為電波被干涉的關係使的外型從原本的野獸型變得接近獸人，並似乎養成了收看刑事題材的電視劇的興趣。
洛克人：
和星河昴合體後的型態。原本因為某個原因不能展現原本形態的沃洛克在這個狀態下能解放出原有的力量。在3代中受到電波干涉影響外型有所改變。
火焰金牛：FM星人
牛島剛太和FM星人金牛座電波變換的姿態，2代中因為看到了燒肉用的火焰而再次覺醒。3代中給予變身代碼而能自由變身，但是剛太說明變身尚不穩定，因此一直在特訓中。
後期金牛座本身個性漸漸變得和剛太如出一轍，3代中甚至對人類的食物產生興趣。
飛翼白鳥：FM星人白鳥
音符天琴：FM星人天琴
平衡天秤：FM星人天秤
：FM星人
閃電雙子：FM星人雙子
泡沫巨蟹：FM星人巨蟹
雷電皇冠：FM星人
森林野狼：FM星人天狼
魔術飛馬
原為AM星人，衛星管理者之一。飛馬座
國王獅子
原為AM星人，衛星管理者之一。獅子座
綠葉天龍
原為AM星人，衛星管理者之一。天龍座
FM王
FM星人領導者仙王
吸星仙女
1代的最終頭目。FM星人最強兵器
無賴（ブライ）
2代的新角色。名字的意思在日文中有著「不依賴任何人」的意義。
黑暗魅影（配音：冯锦堂（香港））
2代的新角色。
冰爆雪人
2代的新角色。
怒濤蛇頸龍（配音：李錦綸（香港））
2代的新角色。
大地兀鷹
2代的新角色。
空無
2代的新角色。織姬的手下之一。身體已經完全電波化。是織姬做為彥的替代品而製造的物質化電波人偶。到最後一刻都保護著織姬。
功夫山羊
2代的新角色。FM星人的武鬥家山羊座和弟子八木健太電波變換的姿態。
灼焰阿波羅（アポロン・フレイム）
2代的新角色。過去被姆大陸封印的電波體，在2代的平行世界中封印被解除而毀滅了世界。
歐利卡將軍
2代的新角色。被姆大陸封印的電波體，在2代的平行世界中被解除封印而率領軍團毀滅世界。
拉．姆（ラ・ム）
2代的最終頭目。姆大陸的最終兵器
Acid（アシッド）
3代的新角色，曉志藤所持有的電波生命體。人造電波體的電波變換實驗的產物。個性冷靜，負責吐槽曉志藤和沃洛克。
拉普拉斯（Laplace）
3代的新角色，索羅所持有的電波生命體
深紅結晶龍（クリムゾン・ドラゴン）
3代的最終Boss。

## 播放電視台及播放時間

### 日本
| 日本東京電視台 星期六08:30-08:45節目 | 日本東京電視台 星期六08:30-08:45節目                                | 日本東京電視台 星期六08:30-08:45節目 |
| ------------------------------------ | ------------------------------------------------------------------- | ------------------------------------ |
|                                      | 流星洛克人 (2006年10月7日－2007年10月27日)                          |                                      |
| 洛克人EXE BEAST+                     | 流星洛克人TRIBE                                                     |                                      |
| 日本東京電視台 星期六08:30-08:45節目 |                                                                     |                                      |
| 流星洛克人                           | 流星洛克人TRIBE (2007年11月3日-2008年3月29日，內包於早安競技場節目) | TBA                                  |

### 香港
| 香港無綫電視翡翠台 星期一至五 上午9:30-09:55                            | 香港無綫電視翡翠台 星期一至五 上午9:30-09:55                                             | 香港無綫電視翡翠台 星期一至五 上午9:30-09:55           |
| ----------------------------------------------------------------------- | ---------------------------------------------------------------------------------------- | ------------------------------------------------------ |
|                                                                         | 流星洛克人（第一季） （2010年7月12日-2010年8月18日） （第二季第1集緊接第一季第55集播放） |                                                        |
| 交易現場                                                                | 流星洛克人（第二季）                                                                     |                                                        |
| 香港無綫電視翡翠台 星期一至五 上午9:30-09：55                           |                                                                                          |                                                        |
| 流星洛克人（第一季）                                                    | 流星洛克人（第二季） （2010年8月18日-2010年8月30日） （第二季第1集緊接第一季第55集播放） | 流星洛克人（第二季）（大结局）                         |
| 香港無綫電視翡翠台 星期一至五 上午9:00-09:30                            |                                                                                          |                                                        |
| 櫻桃小丸子                                                              | 流星洛克人（第二季）（大结局） （2010年8月31日）                                         | 香港早晨                                               |
| 香港無綫電視翡翠台 星期一至五 上午9:30-09:55                            |                                                                                          |                                                        |
| 流星洛克人（第二季）                                                    | 流星洛克人（第二季）（大结局） （2010年8月31日）                                         | 交易現場                                               |
| 香港無綫電視翡翠台 星期六及星期日 下午16:00-16:30 2011年11月19-20日停播 |                                                                                          |                                                        |
| 櫻桃小丸子 （2011年6月5日~11月5日）                                     | 流星洛克人 （兩季連播，重播） （2011年11月6日~2012年3月24日）                            | Battle Spirits 少年突破馬神 （2012年3月25日~10月28日） |

## 外部連結
- 流星洛克人系列官方網站（日語）